# Amauri Rodríguez
Amauri Rodríguez (* 26. November 1997) ist ein dominikanischer Leichtathlet, der sich auf den Langstreckenlauf spezialisiert hat. Aktuell ist er Inhaber des Landesrekordes im 10.000-Meter-Lauf.

## Sportliche Laufbahn
Erste internationale Erfahrungen sammelte Amauri Rodríguez im Jahr 2022, als er bei den Juegos Bolivarianos in Valledupar in 1:17:07 h den achten Platz im Halbmarathon belegte. Im Jahr darauf gelangte er bei den Zentralamerika- und Karibikspielen (CAC) in San Salvador mit 31:19,58 min auf den achten Platz im 10.000-Meter-Lauf.
2019 wurde Rodríguez dominikanischer Meister im 3000-Meter-Hindernislauf sowie 2021 über 10.000 Meter und 2023 über 5000 Meter.

## Persönliche Bestzeiten
- 5000 Meter: 14:40,60 min, 29. April 2023 in Santo Domingo
- 10.000 Meter: 30:17,03 min, 25. Februar 2022 in Santo Domingo (dominikanischer Rekord)
- Halbmarathon: 1:05:22 h, 29. Oktober 2023 in Luzern
- 3000 m Hindernis: 9:12,07 min, 30. Mai 2019 in Santo Domingo